# Ганглионит
Ганглиони́т (новолат. ganglionitis; др.-греч. γάγγλιον — узел + суффикс -itis) — заболевание, связанное с поражением одного из узлов симпатического ствола. Заболевание нескольких узлов определяется как полиганглионит, трунцит или трункулит. Возможно сочетание поражений симпатических нервных узлов и периферических нервов ганглионеврит, симпатических нервных узлов и корешков спинного мозга — ганглиорадикулит. Проявляется вазомоторными, секреторными, пиломоторными и трофическими расстройствами в соответствующих зонах, нарушением функции внутренних органов, снижением болевой чувствительности, явлениями гиперпатии, снижением сухожильных рефлексов, эмоциональными расстройствами.

## Локализация
Различают шейные, верхне- и нижнегрудные, поясничные и крестцовые ганглиониты.

## Причины и симптомы
Причиной ганглионита могут быть острые инфекции, нарушения обмена, интоксикации, новообразования. В зоне, иннервируемой тем или иным узлом, наблюдаются расстройства полимоторной, вазомоторной, секреторной и трофической иннервации, каузальгические боли. Клиническая картина полиморфна, что характерно для патологии вегетативной нервной системы: парестезии, жгучие боли, которые могут распространяться на всю половину тела, зуд в области, относящейся к пораженному ганглию, болезненность при пальпации остистых отростков позвонков (особенно при ганглиорадикулитах).
Для шейных ганглионитов характерен симптом Горнера. Вегетативные нарушения локализуются в области головы и шеи. При поражении звёздчатого узла вегетативные функции нарушаются в руке и верхнем отделе грудной клетки. При поражении верхних грудных узлов присоединяются вегетативно-висцеральные нарушения: тахикардия, боли в области сердца, затруднение дыхания. Нижние грудные и поясничные ганглиониты проявляются поражением вегетативной иннервации ног и нижней части туловища, вегетативными нарушениями со стороны органов брюшной полости.

## Лечение
Лечение зависит от этиологии процесса. Применяют повторные курсы противовоспалительной терапии, дегидратацию, ганглиоблокаторы, новокаиновые блокады. В тяжелых случаях производят рентгенотерапию и оперативное вмешательство — преганглионарную симпатэктомию.